# Рагимли (Шабранский район)
Рагимли (азерб. Rəhimli) — село в Шабранском районе Азербайджана. 
Уроженцем села является: Мирбала Амирага оглы Расулов (азерб. Mirbala Əmirağa oğlu Rəsulov; (1989-2020) — прапорщик азербайджанской армии, участник Второй карабахской войны. Награждён государственными наградами: «За Родину», «Отважный боец», «За Освобождение Джебраила» и другими.

## География
Расположено вблизи реки Шабран-чай к северо-востоку от районного центра города Шабран.

## История
В середине XIX века встречается одно из первых упоминаний «татарской» (азербайджанской) шиитской деревни Рагимли (в источнике Рахимлы).
Рагимли относился в то время к Шабранскому магалу одноимённого участка Кубинского уезда Дербентской губернии, которая просуществовала с 1846 по 1860 год. Позже, в составе Кубинского уезда Бакинской губернии.
По сведениям «Камерального описания Кубинской провинции», составленном в 1831 году коллежским регистратором Хотяновским, в казённой деревне Рахимли население состояло из шиитов занимавшихся земледелием и кочевьем. Кендхудами Рахимли являлись Йолчу Зейнал Абдул оглы и его сын Баба.

## Население
Данные посемейных списков на 1886 год показывают в Рагимлу Боятского сельского общества Девичинского участка Кубинского уезда 29 дымов и 142 жителя, все из них являлись азербайджанцами-шиитами.
Согласно результатам Азербайджанской сельскохозяйственной переписи 1921 года, в селении Рагимлы Узун Боятского сельского общества Кубинского уезда Азербайджанской ССР проживали 158 человек, преимущественно азербайджанские тюрки. Из них мужчин — 91 а женщин — 67.